# Allmän bågstekel
Allmän bågstekel (Ophion luteus) är en stekelart som först beskrevs av Carl von Linné 1758.  Ophion luteus ingår i släktet Ophion och familjen brokparasitsteklar. Arten är reproducerande i Sverige. Utöver nominatformen finns också underarten O. l. subareolaris.

## Bildgalleri

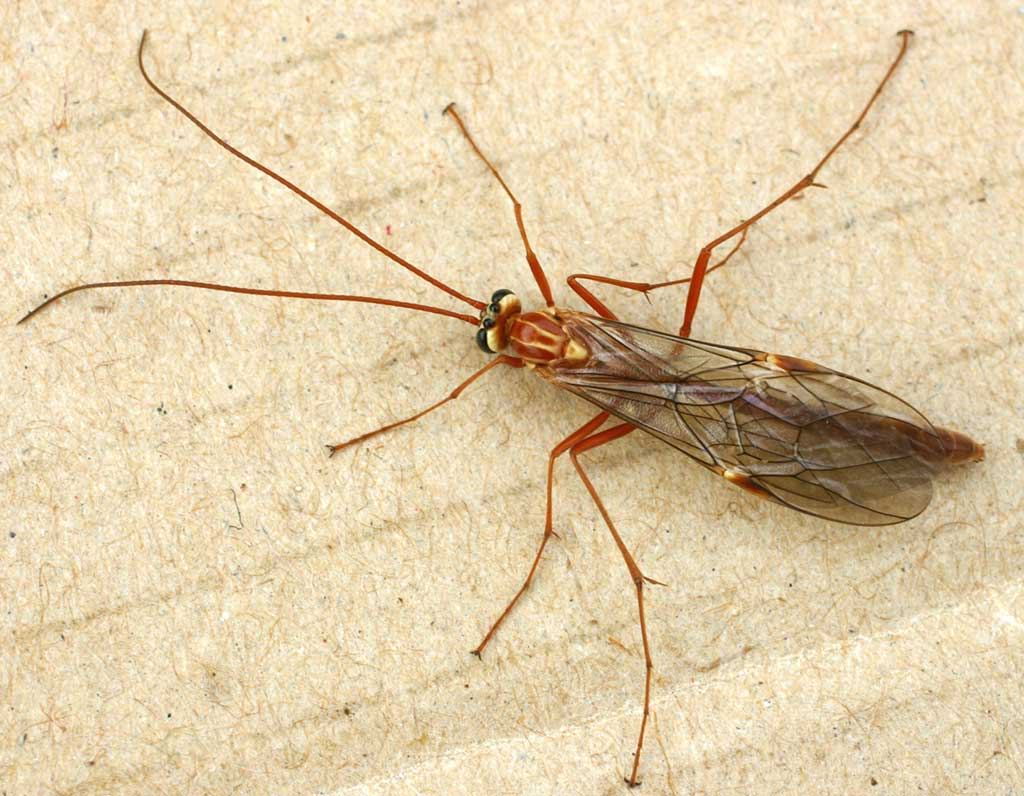
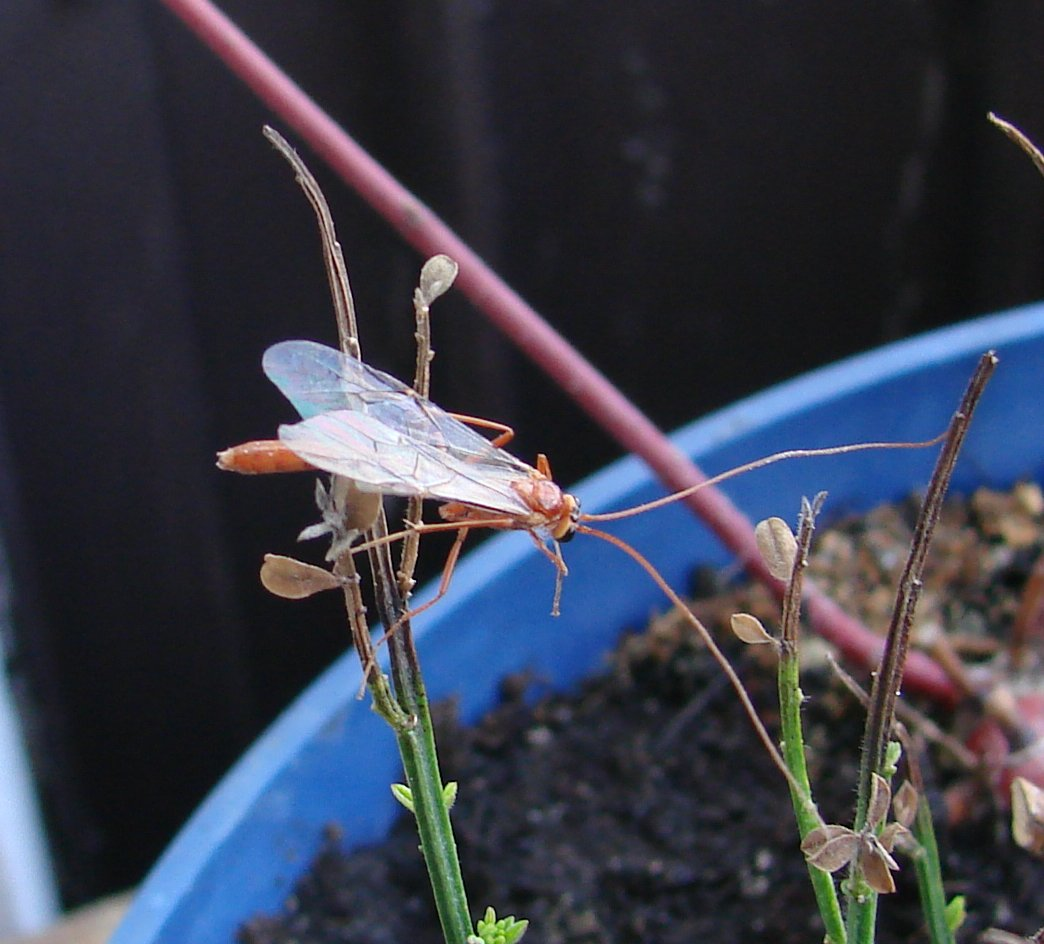
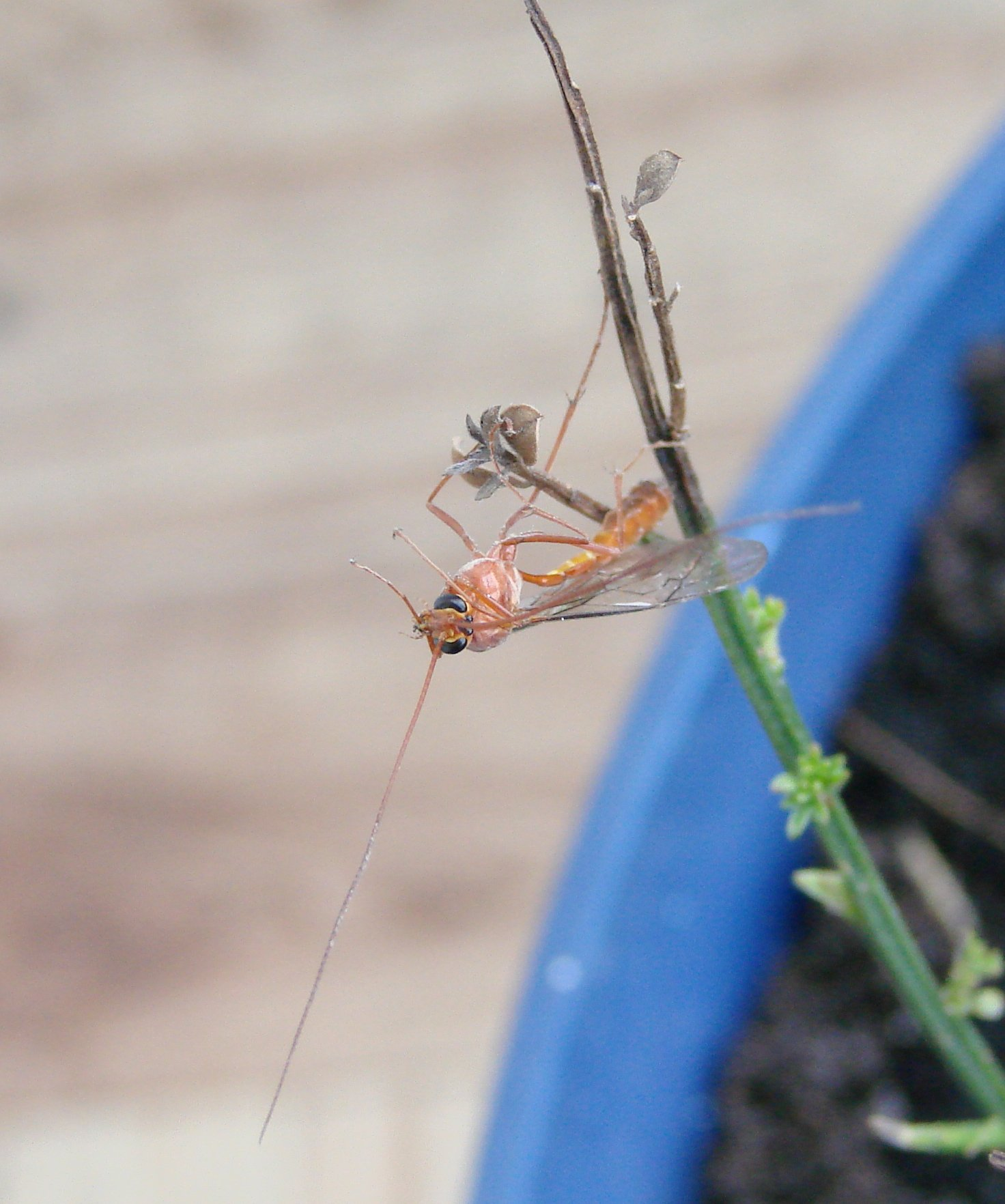